# Beriotisia taniae
Beriotisia taniae là một loài bướm đêm thuộc họ Noctuidae. Nó là loài duy nhất được tìm thấy ở vùng Maule ở Chile.
Sải cánh dài khoảng 35 mm. Con trưởng thành bay vào tháng 1.